# Seguro contra risco climático

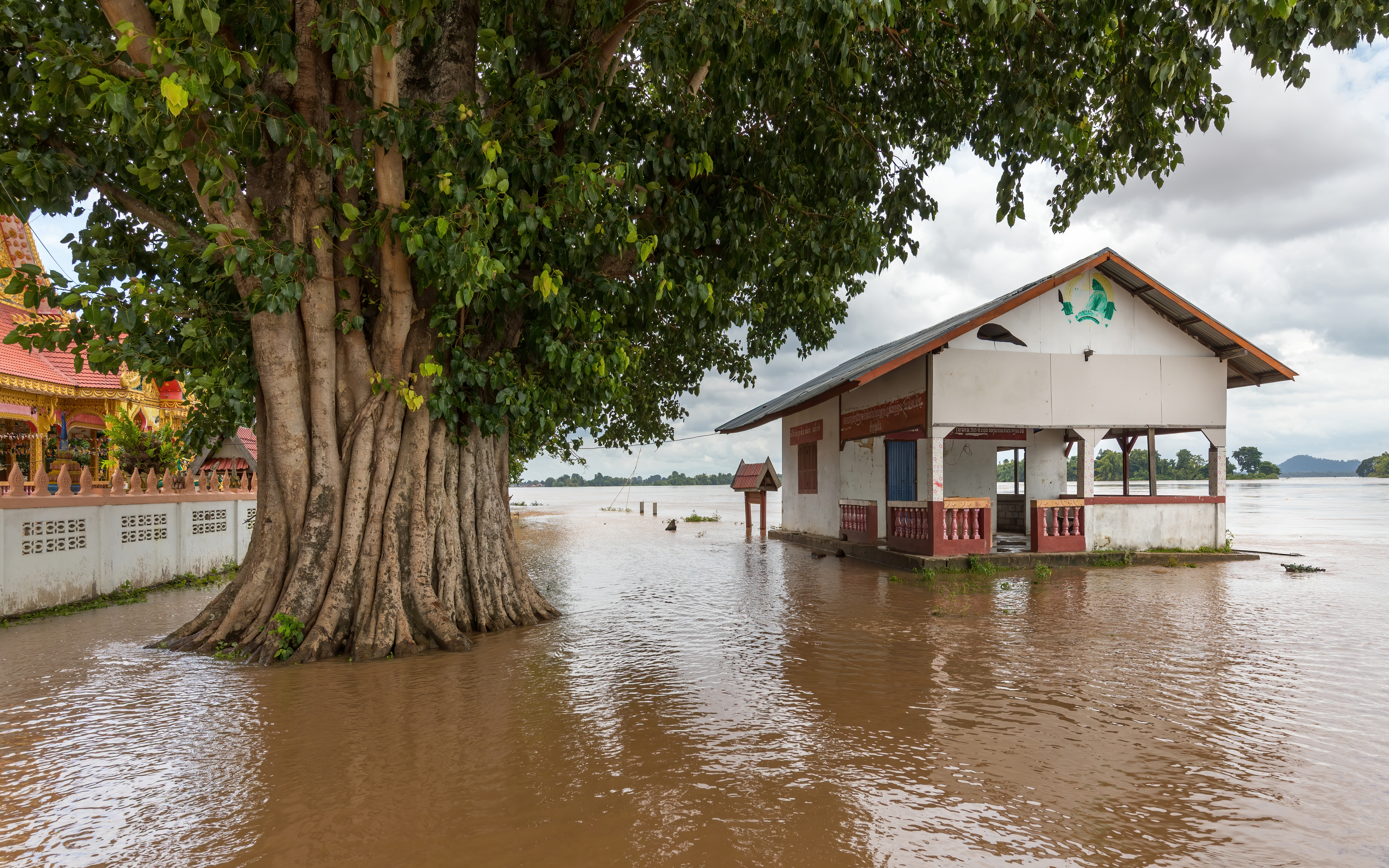
Prédio inundado em Si Phan Don, Laos, setembro de 2019

O seguro contra risco climático é um programa de seguro concebido para atenuar os riscos financeiros associados às alterações climáticas, uma medida de adaptação às mudanças climáticas, especialmente aos fenômenos do clima extremo, para melhorar a resiliência climática das comunidades pobres e em desenvolvimento. Este tipo de seguro fornece liquidez pós-desastre para medidas de alívio e reconstrução, além de preparar para medidas futuras a fim de reduzir a vulnerabilidade às mudanças climáticas, sendo considerado uma importante medida de adaptação às mudanças climáticas.
Segundo críticos, o seguro contra risco climático coloca a maior parte do fardo econômico sobre as comunidades responsáveis pela menor quantidade de emissões de carbono. Para os países de baixo rendimento, este tipo de seguro pode ser dispendioso, devido aos elevados custos iniciais e aos requisitos de infraestrutura para a coleta de dados. Acredita-se que prêmios para moradores de áreas de risco (com ameaças climáticas crescentes) desencorajariam o estabelecimento de moradias nessas áreas.
Porém, estes programas também são oportunos e financeiramente inadequados, o que pode constituir uma incerteza para o orçamento nacional. Um problema considerável a nível micro é que os desastres climáticos geralmente afetam regiões ou comunidades inteiras ao mesmo tempo, resultando em um grande número de sinistros simultaneamente. Sendo assim necessário vendê-los em escala muito grande e diversificada. No entanto, um seguro contra risco climático bem desenvolvido pode funcionar como rede de segurança aos países além de melhorar a resiliência.
A comunidade internacional investiu no desenvolvimento de maior apoio para este tipo de seguro através da Parceria Global InsuResilience [en] (InsuResilience Global Partnership, em inglês ) lançada na COP23. Esse grupo apoia programas como o Climate Risk Adaptation and Insurance in the Caribbean (CRAIC) e a Munich Climate Insurance Initiative. A ACT-Alliance publicou em 2020 um guia para um modelo equitativo e orientado para a justiça climática para o seguro contra riscos climáticos.

## Tipos de seguro contra riscos climáticos

### Seguro contra inundações
Os crescentes riscos relacionados às alterações climáticas, como o aumento do nível do mar, as cheias e, as tempestades de vento, ameaçam a habitabilidade das áreas afetadas. Portanto, uma das formas amplamente usadas de seguro contra riscos climáticos é o seguro contra inundações, que cobre perdas causadas por inundações.